# Джуро Мацут
Джуро Мацут (серб. Đuro Macut, серб. кир.: Ђуро Мацут; нар. 22 листопада 1963, Белград) — сербський ендокринолог, науковець, один із засновників Народного руху за державу (2025 рік), який очолює президент Александар Вучич. Прем'єр-міністр Сербії з 2025 року.

## Життєпис

### Ранні роки
Народився у Белграді — столиці тодішньої Соціалістичної Республіки Сербія та Соціалістичної Федеративної Республіки Югославія. Його батьки походили з хорватського краю Кордун. Його батько Павле Мацут — колишній партизан, нагороджений під час Другої світової війни, служив полковником у ЮНА. Джуро навчався у белградській гімназії Святого Сави (тоді вона називалася 3-ю белградською гімназією), свої шкільні роки описував як важливі для його майбутньої професійної кар'єри. У 1989 році закінчив медичний факультет Белградського університету, 1995 року здобув там ступінь магістра, а в 1999 році — докторський ступінь.

### Трудова діяльність
Після випуску з університету Мацат став ендокринологом і науковим дослідником, працюючи в галузях, пов'язаних з метаболізмом, нейроендокринними пухлинами та синдромом полікістозних яєчників (СПКЯ). У 2013 році він став професором внутрішньої медицини та ендокринології на медичному факультеті та директором клініки ендокринології, діабету і метаболічних захворювань в Університетському клінічному центрі Сербії. Він також працює запрошеним професором в Афінському університеті та на медичному факультеті Університету Скоп'є.
Мацут — активний член Європейського товариства ендокринології (ЄТЕ) з 2016 року, де працює в різних комітетах. Він очолював різні комітети в ЄТЕ та докладав зусиль до роботи Групи особливих інтересів ЄТЕ з питань СПКЯ. З 2016 по 2020 рік працював представником Ради афілійованих товариств ЄТЕ при виконавчому комітеті ЄТЕ за посадою (ex officio). У 2020 році обраний повноправним членом виконавчого комітету ЄТЕ та скарбником ЄТЕ.
У політиці новачок. На парламентських виборах у Сербії 2023 року Мацут висловив підтримку Сербській прогресивній партії. Попри це, він не є членом жодної політичної партії. У січні 2025 року помічений на мітингу Народного руху за державу у Ягодині як промовець. Пізніше в березні став одним із засновників цієї політичної сили. Висловив свою незгоду зі студентськими протестами проти корупції в Сербії, які влаштовуються з 2024 року.

### Прем'єр-міністр Сербії
Після відставки з посади прем'єр-міністра Сербії Мілоша Вучевича було проведено переговори щодо формування нового уряду Сербії. 6 квітня 2025 року кандидатуру Мацута на посаду прем'єр-міністра президент Сербії Александар Вучич висунув на розгляд Народної скупщини Сербії. Він був третім висунутим на цю посаду незалежним політиком після Мирка Цветковича та Ани Брнабич. Склад його уряду було оголошено 14 квітня; його заступники — Сініша Малі, Івиця Дачич і Адріяна Месарович. До його уряду входять також і кілька незалежних політиків, пов'язаних із Народним рухом за державу. Щоб обрати новий уряд, голова Народної скупщини Сербії Ана Брнабич скликала сесію на 15 квітня. Під час засідання Мацут представив своє «експозе». Уряд Мацута обрано 16 квітня 153 голосами «за».
Політолог Душан Спасоєвич і аналітик Цвієтин Миливоєвич твердили, що Мацуту не вистачатиме самостійності як прем'єр-міністрові в ухваленні рішень. Співробітник Інституту філософії та соціальної теорії Белградського університету Деян Бурсач також твердив, що попри включення кількох науковців до кабінету Мацута, уряд усе одно очолюватиме Сербська прогресивна партія, оскільки вона зберегла за собою своїх людей у ключових міністерствах. Reuters повідомляв, що незважаючи на свою церемоніальну роль, Вучич матиме в уряді значний вплив.
Свою першу закордонну поїздку Мацут здійснив 26 квітня, відвідавши Ватикан, де був присутній на похороні Папи Франциска. 29 квітня він зустрівся з єврокомісаркою з питань розширення Мартою Кос, з якою обговорив вступ Сербії до Європейського Союзу.
8 травня він зустрівся з ректором Белградського університету Владаном Джокичем у рамках зусиль уряду припинити блокування сербських університетів. Після зустрічі ректор Джокич підсумував у заяві для ЗМІ, що розмова не привела до жодного розв'язання.
22 травня Мацут зустрівся у Белграді з Верховною представницею ЄС із закордонних справ і політики безпеки Каєю Каллас, обговоривши майбутнє відносин Сербії з Євросоюзом та приєднання Сербії до блоку. Пізніше Каллас зустрілася з Аною Брнабич.

### Особисте життя
Мацут одружений, має одну дитину. У 2024 році нагороджений сербським Орденом зірки Карагеоргія. Згідно зі звітом організації журналістів-розслідувачів KRIK, Мацут незадовго перед тим, як стати прем'єр-міністром, придбав будинок за 1,2 млн євро у колишнього директора державного комунального підприємства «Београд-пут» Томіслава Богетича. Крім цього майна, він також володіє чотирма квартирами.